# Philippe Bouyer
 (juillet 2020).
Pour les articles homonymes, voir Bouyer (homonymie).
Philippe Bouyer, né en 1969, est un physicien français, directeur de recherche au CNRS et directeur délégué de l’Institut d’Optique Graduate School en Aquitaine (Talence, France). 

## Biographie
Philippe Bouyer a obtenu son doctorat au laboratoire Kastler Brossel de l'Ecole Normale Supérieure en 1995 sous la direction de Christophe Salomon. 
En 1995, il s'engage dans un séjour post-doctoral à l'université de Stanford, où il développe sous la direction de Mark Kasevich les premières expériences de capteurs inertiels (gyromètres, gradiomètres) à base d'ondes de matière. 
Il rejoint le CNRS et l’Institut d'optique Graduate School en 1996. Au sein du groupe d'Optique Atomique fondé par Alain Aspect, il travaille en particulier sur les condensats de Bose-Einstein, les lasers à atomes et la localisation d’Anderson avec des atomes froids. En parallèle, il développe avec Christian Bordé, une équipe de chercheurs du laboratoire SYRTE et la société SAGEM la première centrale inertielle à atomes refroidis par laser.
En 2011, après un nouveau séjour à l'université de Stanford, Philippe Bouyer participe au lancement de l'antenne Aquitaine de l'Institut d'Optique Graduate School, au sein de l'Institut d'Optique d'Aquitaine. Il est aujourd'hui directeur délégué pour cette antenne, et directeur depuis sa création du Laboratoire Photonique, Numérique et Nanosciences.
Il a monté en Nouvelle Aquitaine un nouveau groupe de recherche qui s'intéresse aux simulateurs quantiques à atomes ultra-froids et au développement d'interféromètres atomiques destinés à tester la relativité générale en microgravité ou à détecter des champs de gravité et des ondes gravitationnelles avec une antenne souterraine.
Il fonde en 2011, avec Arnaud Landragin et Bruno Desruelle, l'entreprise MUQUANS.
Il lance en 2015 avec la société iXBlue le laboratoire commun sur les capteurs quantiques pour la navigation inertielle IXAtom.
Il est récipiendaire du grand prix scientifique Louis D. 2012 de l'Institut de France, membre et Fellow 2015 de l'American Physical Society, et senior member de l'Optical Society of America.